# Тур Блиды
Тур Блиды (фр. Tour international de Blida),  —  шоссейная многодневная  велогонка,  проходящая  на территории Алжира.  Проводилась в 2013-2016 годах. Была включена в календарь UCI Africa Tour,  с категорией 2.2.

## Победители
| Год                         | Победитель             | Второй             | Третий              |
| --------------------------- | ---------------------- | ------------------ | ------------------- |
| Tour de Blida               |                        |                    |                     |
| 2013                        | Хишем Шабан            | Виктор Де ла Парте | Константино Забалла |
| Tour international de Blida |                        |                    |                     |
| 2014                        | Амануэль Гебрезгабихир | Аззедин Лагаб      | Берекет Йемане      |
| 2015                        | Мексеб Дебесай         | Адиль Барбари      | Хишем Шабан         |
| 2016                        | Лука Ваккерманн        | Джозеф Ареруя      | Эссаид Абелаче      |